# Miguel E. Schulz
Miguel E. Schulz (Luneburgo, 11 de octubre de 1851 - Ciudad de México, 3 de diciembre de 1922) fue docente y geógrafo alemán, nacionalizado mexicano. Se desempeñó en la Escuela Nacional Preparatoria, en la Escuela Normal de Profesores y en la Escuela Nacional de Altos Estudios. Fue rector interino de la Universidad Nacional Autónoma de México entre noviembre de 1916 y mayo de 1917.

## Trayectoria
El 11 de octubre de 1851, nació Miguel E. Schulz en la ciudad de Luneburgo, nacionalizado mexicano, contrae matrimonio con doña Eugenia Coronado y Cárdenas; hijo de un maestro disciplinado y trabajador y de una madre atenta al orden del hogar, severa y tierna a la vez, permite discernir la benéfica influencia para Miguel E. Schulz, desde los primeros años; desde la infancia, confía su educación al Prof. D. Joaquín Norteña, una decidida vocación artística lo condujo a la Academia de San Carlos. Con el embrión indudable de intenso amor a la belleza, pretendió la carrera de arquitecto, aunque la exigencia anímica del joven lo condujo por diversas rutas.
A los 18 años de edad, apenas salido de la pubertad, obtuvo el premio que determinó su vida porque le dio ocasión para iniciarse en el magisterio. Schulz ganó entonces, en concurso de oposición abierta, la clase de escultura. Desempeñó el cargo sin abandonar los estudios en la misma Escuela Nacional de Bellas Artes y en 1876, terminó la carrera de escultor, aunque nunca se preocupó por obtener el título.
Egresó de la escuela a los 25 años y el flamante escultor se encontró ante las realidades de la vida. La vocación lo impulsaba al ámbito romántico, pero en él resultaba imposible subsistir; y la ciencia, por razones obvias, no era la senda para un escultor que, entregado al ejercicio artístico, se había alejado insensiblemente. Con todo, Schulz tenía el tesón y voluntad necesarios para enfrentar toda crudeza ajena a las inclinaciones juveniles. Había probado las delicias del magisterio desde el triunfo casi adolescente, en el principio de su poderosa vocación definitiva. Ya sabía -y mucho- de ese contacto entre maestro y alumno, imperceptible para quien no lo vive. Comenzó así la nueva etapa de su vida: el escultor abandonaba los materiales plásticos para hacerse escultor de caracteres y convertirse él mismo, en aquello que el pasado llamaba «todo un señor maestro». Sólo un año después de abandonar la vida estudiantil, el cuerpo docente de la Institución Katthain lo señala en 1877, como uno de sus profesores distinguidos y en breve lapso adquiere fama de maestro eminente, pues el entusiasmo y afecto a sus «hijos» como siempre llamó a los alumnos le hacía «llevarlos de la mano» por los maravillosos viajes de su visionaria certeza al obtener en la Escuela Preparatoria, nombramiento de supernumerario en las cátedras de Cosmografía, Geografía General y Geografía de México.
De los importantes cargos desempeñados por él, destacaremos que fue oficial primero en la Subsecretaria de Instrucción Pública y Bellas Artes, Jefe de clase de Geografía y de Historia en la Escuela Preparatoria, Director de la Escuela de Altos Estudios y Rector Interino de la Universidad; esto último en 1916 y 1917, la razón del interinato fue la asistencia del rector José Natividad Macías Castorena al Congreso Constituyente de México de 1917. Atento a todos los niveles educativos, escribió dos textos para la enseñanza primaria superior, es decir 5º y 6º grados. Ambos bajo el mismo título: Compendio de Cosmografía y Geografía Física y Política, general y particular de la República Mexicana.
No está ausente de su obra la preocupación social, en su libro "El cultivo del maíz" (México, Editorial de Izquierda de la Cámara de Diputados, 1937) a pesar del visible nexo geográfico, destaca la básica necesidad popular de la gramínea y pretende señalar, de modo claro y sencillo, las principales condiciones del medio adecuado al cuidado y mejoramiento de la semilla nacional. Vemos ya el problema de interpretación científica, la aplicación útil del conocimiento, las ciencias naturales integradas a la geografía para ser aplicadas en beneficio humano. Otra obra importante a destacar es el "Curso general de geografía", este texto fue obligatorio durante mucho tiempo en la materia de Geografía de las preparatorias y recomendado como libro de consulta para los maestros de primaria. Importantes agrupaciones galardonaron su esfuerzo. Destaca, por ejemplo, el premio obtenido por Miguel E. Schulz en la Exposición Mundial Colombina de Chicago, en 1893, y los honores de que le hicieron objeto la Sociedad Mexicana de Geografía y Estadística, la Academia de la Lengua y la Sociedad Científica Antonio Alzate. La Escuela Nacional Preparatoria contó siempre con su palabra y sabiduría en las aulas, con su entusiasta entrega a la juventud, con los ideales de su esfuerzo educativo, hasta los cuarenta años de su vida docente, desde 1882 en que ingresó al servicio, hasta el 3 de diciembre de 1922 que es su fecha de fallecimiento.

## Legado
En 1968 por los festejos del centenario de la Escuela Nacional Preparatoria se decidió renombrar a estas escuelas con nombres de ilustres profesores que hayan pasado por la Universidad Nacional Autónoma de México, Miguel E. Schulz fue elegido para renombrar la Escuela Nacional Preparatoria 8 (ubicada en Álvaro Obregón, Ciudad de México)